# 吴国璋 (中共)
吴国璋（1919年—1951年10月6日），安徽金寨县人，曾任39軍副參謀長。他在平壤志愿军总部开会返回途中在成川郡附近遭到美军飞机空袭身亡。他也是抗美援朝战争中中国人民志愿军陣亡的最年轻的将领。